# Justicia ovalis
Justicia ovalis är en akantusväxtart som beskrevs av Ridley. Justicia ovalis ingår i släktet Justicia och familjen akantusväxter. Inga underarter finns listade i Catalogue of Life.